# Gumières
Gumières ist eine französische Gemeinde mit 319 Einwohnern (Stand: 1. Januar 2022) im Département Loire in der Region Auvergne-Rhône-Alpes. Sie gehört zum Arrondissement Montbrison und zum Kanton Montbrison. Die Bewohner werden Gumièrois und Gumièroises genannt.

## Geographie
Gumières liegt etwa 28 Kilometer westnordwestlich von Saint-Étienne. Umgeben wird Gumières von den Nachbargemeinden Verrières-en-Forez im Norden, Chazelles-sur-Lavieu im Norden und Nordosten, Saint-Jean-Soleymieux im Süden und Osten, Saint-Clément-de-Valorgue im Südwesten sowie Saint-Anthème im Westen und Nordwesten.

## Bevölkerungsentwicklung
| Jahr                       | 1962 | 1968 | 1975 | 1982 | 1990 | 1999 | 2006 | 2017 |
| -------------------------- | ---- | ---- | ---- | ---- | ---- | ---- | ---- | ---- |
| Einwohner                  | 450  | 387  | 307  | 250  | 257  | 253  | 258  | 322  |
| Quellen: Cassini und INSEE |      |      |      |      |      |      |      |      |

## Sehenswürdigkeiten
- Kirche Saint-Barthélémy aus dem 15. Jahrhundert
- Friedhofskreuz aus dem 15. Jahrhundert, seit 1926 als Monument historique eingeschrieben

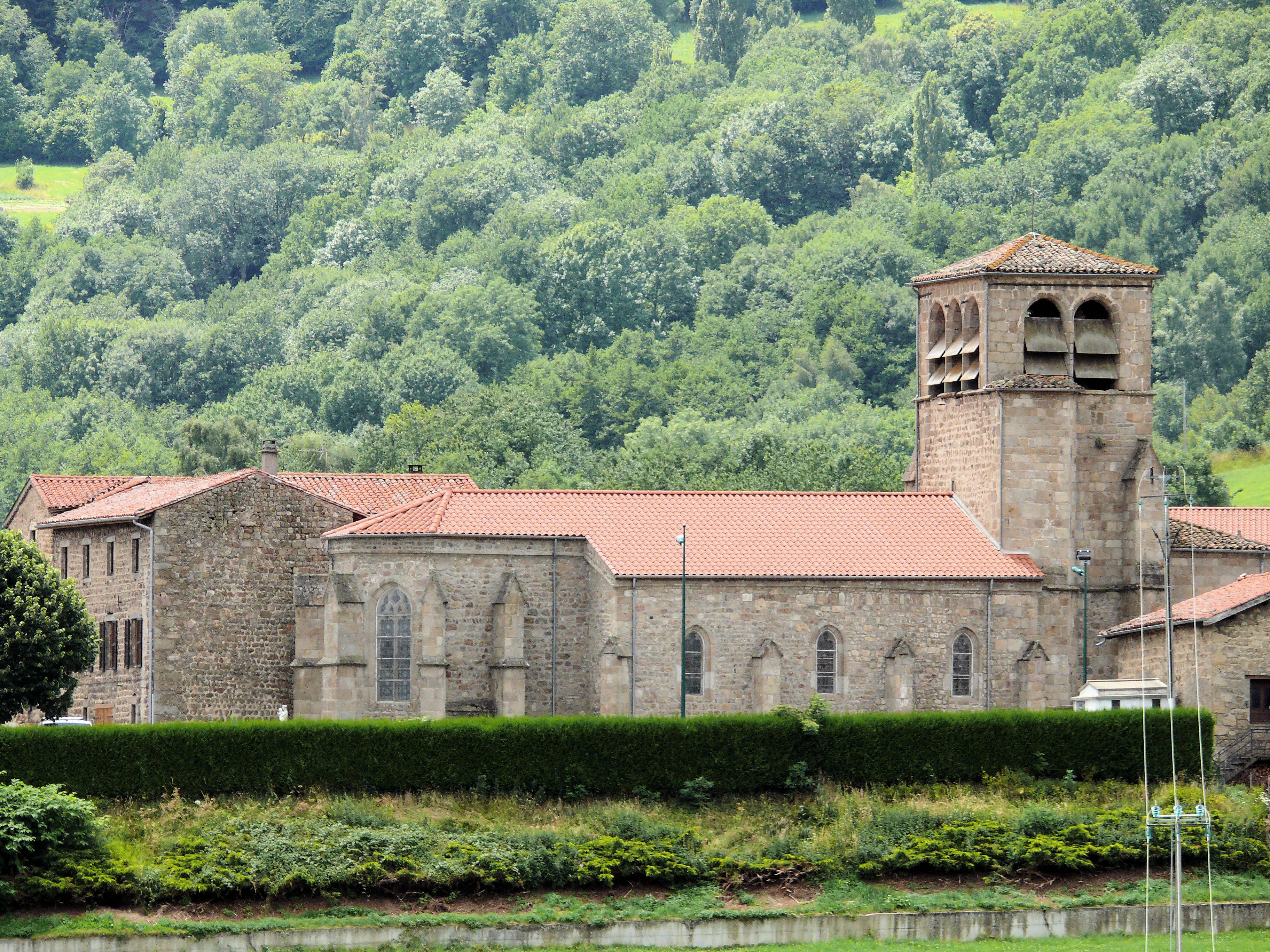
Kirche Saint-Barthélémy